# Goutrens
Goutrens är en kommun i departementet Aveyron i regionen Occitanien i södra Frankrike. Kommunen ligger  i kantonen Rignac som ligger i arrondissementet Rodez. År 2022 hade Goutrens 478 invånare.

## Befolkningsutveckling
Antalet invånare i kommunen Goutrens
Referens: INSEE